# 大亞布盧涅齊
50°47′59″N 28°0′18″E / 50.79972°N 28.00500°E
大亞布盧涅齊（烏克蘭語：Великий Яблунець），是烏克蘭北部的村莊，隸屬日托米爾州的茲維亞赫爾區。該村面積2.42平方公里，海拔高度214米，2001年人口624，人口密度每平方公里257.74人。